# Eparchia di Vilnius e Lituania
L'eparchia di Vilnius e Lituania (in russo: Виленская и Литовская епархия , lituana: Vilniaus ir Lietuvos arkivyskupija) è l'eparchia della Chiesa ortodossa russa in Lituania. A Vilnius si trova la cattedrale di Santa Maria Madre di Dio, sede dell'eparchia.

## Storia
L'eparchia è stata creata nel 1839, al momento del Sinodo di Polack, quando il clero uniate delle eparchie di Polack e Vicebsk, sotto pressione delle autorità zariste, annunciò la volontà di tornare alla chiesa ortodossa. I confini dell'eparchia appena creata includevano la regione di Vilnius e Hrodna.
Nel 2022 è iniziato un processo di revisione dello status canonico dell'eparchia nell'ambito della Chiesa ortodossa russa.